# Emanuelle et les Filles de madame Claude
Pour les articles homonymes, voir Emmanuelle (série de films) et Madame Claude (homonymie).
Série Black Emanuelle
Emanuelle et les Derniers Cannibales
(1977) Pénitencier de femmes
(1982)
Pour plus de détails, voir Fiche technique et Distribution.
Emanuelle et les Filles de madame Claude (La via della prostituzione) est un film italien de Joe D'Amato, sorti en 1978.
Ce film est considéré comme le dernier véritable film de la série Emanuelle nera, en tous cas le dernier réalisé par Joe D'Amato,.

## Synopsis
Mae Jordan, dite Emanuelle, est une reporter-photographe métisse voyageant à travers le monde à la recherche de scoop pour la 
revue qui l'emploie.
Accompagnée de son amie Susan Towers, Emanuelle est l'hôte d'un safari photographique organisé par le trafiquant Rivetti pour le compte de son invité, le prince Arauzani. Les deux femmes enquêtent sur un trafic de femmes qui sont destinées à la prostitution. Emanuelle se fait passer pour une prostituée afin d'infiltrer la filière...

## Fiche technique
- Titre : Emanuelle et les Filles de madame Claude
- Titre original : La via della prostituzione
- Réalisation : Joe D'Amato
- Scénario : Romano Scandariato, Aristide Massaccesi
- Directeur de la photographie : Joe D'Amato
- Scénographe : Carlo Ferri
- Montage : Vincenzo Tomassi
- Musique : Nico Fidenco
- Costumes : Silvana Scandariato
- Producteur : Gianfranco Coyoumdjian
- Société de production : Flora Film, Fulvia Film, Gico Cinematografica S.r.l.
- Pays d'origine :  Italie
- Langue : Italien
- Genre : film érotique, thriller
- Durée : 88 minutes (version intégrale) ; 80 minutes (version censurée)
- Date de sortie :
  -  Italie : 20 avril 1978
  -  France : 31 octobre 1979

## Distribution
- Laura Gemser : Emanuelle
- Ely Galleani : Susan Towers
- Gabriele Tinti : Francis Marley
- Venantino Venantini : ingénieur Giorgio Rivetti
- Pierre Marfurt : prince Arauzani
- Bryan Rostron : Jimmy Barnes
- Gota Gobert : Madame Claude
- Manuela Romano : Eva Trett
- Tom Felleghy : sénateur
- Nicola D'Eramo : Stefan

## Tournage
Le film a été tourné au Kenya, à New York et San Diego.

## Production
La censure a coupé 60 m de pellicule équivalent à environ 8 minutes de projection. Parmi les scènes coupées figurent celles avec une personne trans et un sauna en compagnie d'un notable.

## Diffusion
Le film est sorti en France sous le titre Emanuelle et les filles de madame Claude, en Allemagne de l'Ouest comme Sklavenmarkt der weissen Mädchen, aux États-Unis comme Emanuelle and the White Slave Trade et en Espagne comme Emanuelle y el imperio de las pasiones.